# DeAndre Jordan
Pour les articles homonymes, voir Jordan.
Hyland DeAndre Jordan Jr., né le 21 juillet 1988 à Houston aux États-Unis, est un joueur américain de basket-ball. Il mesure 2,08 m, évolue au poste de pivot et est réputé pour ses qualités défensives, notamment au contre et au rebond.
À l'issue de la saison 2019-2020, Jordan détient le record du pourcentage au tir, dans l'histoire de la ligue, avec 66,94 %.

## Jeunesse

### Lycée
Jordan obtient en moyenne 15,0 points, 12,0 rebonds et 4,0 contres par match en première année puis 16,5 points, 14,0 rebonds, 7,0 contres en deuxième année. Jordan a ensuite fréquenté la Christian Life Center Academy pour sa dernière année, où il obtient en moyenne 26,1 points, 15,2 rebonds et 8,1 contres par match. Il est élu dans la Parade All-American Third Team, et dans la First Team All-Greater Houston par le Houston Chronicle. Au Christian Life Center, Jordan inscrit 37 points dans un match et établi le record du lycée pour le plus grand nombre de contres dans un match avec 20 contres.
Sortant de l’école secondaire, Jordan est évalué comme le 8e meilleur lycéen et le second meilleur pivot du pays. Il est alors approché par de grandes université comme Florida, Florida State, Indiana, Texas, Texas A&M, LSU et Kentucky.
À l’été 2007, Jordan joue pour l’équipe des États-Unis aux Championnats du monde 2007 des moins de 19 ans en Serbie. Il ne joue que 9 minutes par match et son équipe termine à la seconde place avec une seule défaite en finale.

### Université
Jordan débute 21 des 35 matchs de sa première saison au sein des Aggies du Texas. Il joue en moyenne 20 minutes et fait 1,3 contre par match. Dans ses matchs, il tire à 61,7% mais n'obtient que 43,7% aux lancers francs. En effet, la plupart de ses tentatives de tir sur le terrain se trouvent sous le panier. Il termine la saison avec des moyennes de 7,9 points et 6,0 rebonds par match. Il est élu dans la Big 12 All-Rookie Team pour ses efforts. À la suite de la saison, il se déclare pour la draft 2008 de la NBA.
Avant la draft, les spécialistes ont vu en Jordan un "spécimen physique incroyable", "potentiel défensif" ou "athlète étrange". Certaines de ses faiblesses comprennent de "pauvres fondamentaux" ou un "médiocre footwork". Le site Web le prévoit en 16e position.

## Carrière NBA

### Clippers de Los Angeles (2008-2018)
Jordan est sélectionné à la 35e position de la draft 2008 par les Clippers de Los Angeles. En raison de blessures, Jordan est propulsé dans le cinq majeur de l'équipe, le 19 janvier 2009, contre les Timberwolves du Minnesota. Lors de son premier match en tant que titulaire, il enregistre 6 contres, 10 rebonds et 8 points en 34 minutes de jeu. Dans le match du 21 janvier, contre les Lakers de Los Angeles, il joue 43 minutes et inscrit 23 points sur le match, dont 10 dunks, ce qui n'avait été accompli que par deux autres joueurs (Dwight Howard et Shaquille O'Neal) au cours des 10 dernières saisons.
Le 11 décembre 2011, Jordan signe un contrat avec les Warriors de Golden State pour une valeur de 43 millions de dollars sur quatre ans. Cependant, un jour plus tard, les Clippers s'alignent sur l'offre de la franchise californienne et conservent le pivot.

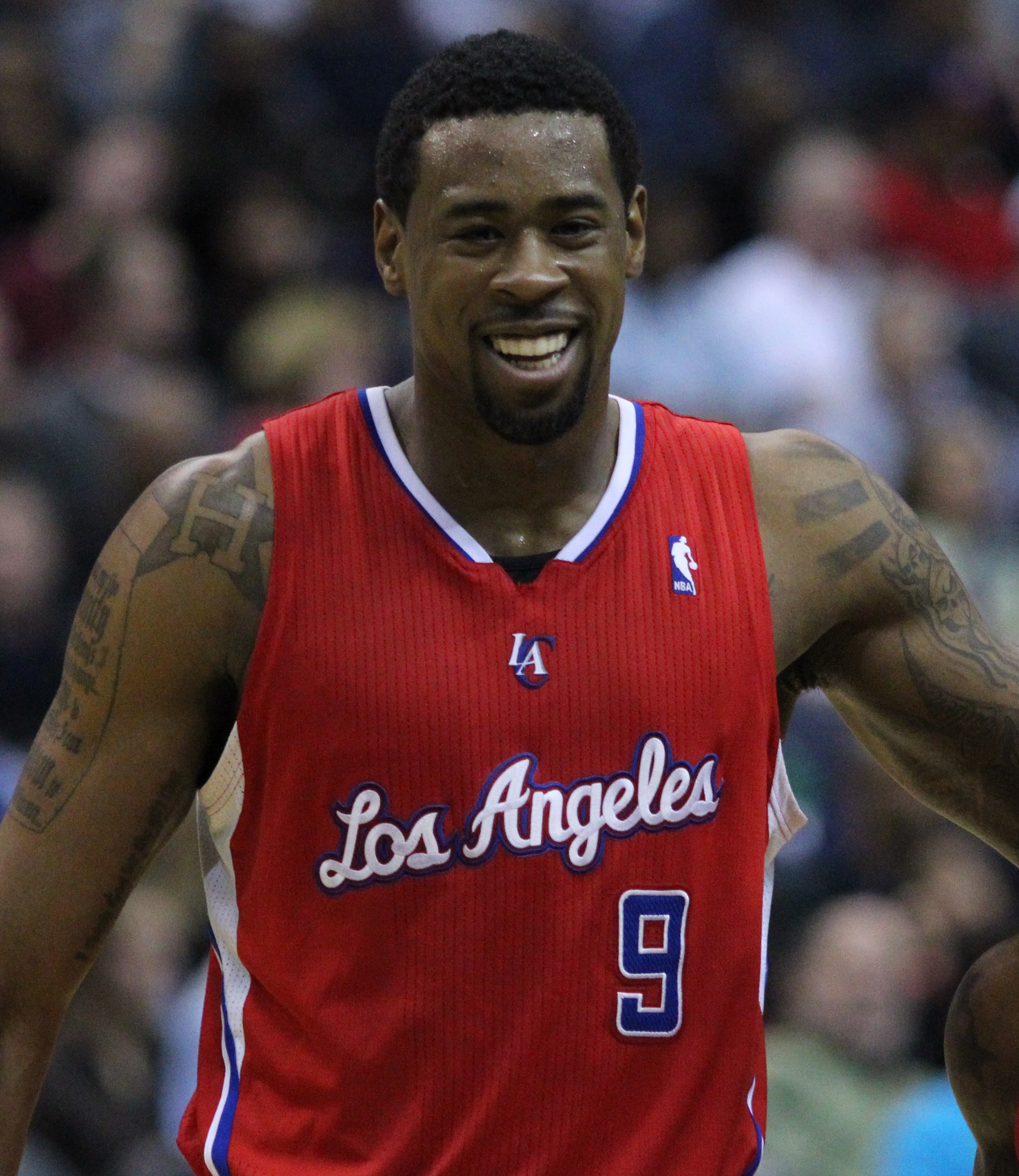
DeAndre Jordan en 2011.

Pour la saison 2011-2012, Jordan change son numéro de maillot, passant du 9 au numéro 6. Le 25 décembre 2011, Jordan enregistre un record en carrière de 8 contres contre les Warriors lors d’une victoire 105-86. Son style de jeu spectaculaire en fait l'un des meilleurs dunkeurs de sa génération avec son coéquipier Blake Griffin. Également bon défenseur, il est le 4e meilleur contreur de la NBA pour la saison 2011-2012 avec une moyenne de 2,1 contres par match et le 3e en 2013-2014 avec 2,48 contres par match. De plus, avec 13,6 rebonds par match, il a été le meilleur rebondeur de la ligue pour la saison 2013-2014. Mais, il est réputé pour sa maladresse aux lancers francs et a réalisé de nombreux air ball.
Le 29 avril 2014, Jordan devient le premier joueur NBA à terminer un match avec au moins, 25 points, 18 rebonds et 4 contres dans un match de playoffs depuis Tim Duncan en 2008.
Le 9 février 2015, lors de la victoire des siens 115 à 98 contre les Mavericks de Dallas, il termine le match avec 22 points et 27 rebonds, son record de rebonds en carrière. Le 13 mars, lors de la défaite 99 à 129 contre les Mavericks, Jordan marque le premier panier à trois-points de sa carrière, dans le premier quart-temps. Le 21 mai, il est nommé dans le troisième meilleur cinq majeur de la NBA. Jordan devient le cinquième joueur de l'histoire de la NBA à terminer une saison avec des moyennes d'au moins 10 points, 15 rebonds, une interception et deux contres. Le dernier à avoir proposé une telle ligne statistique était Moses Malone durant la saison 1982-1983.
Le 3 juillet 2015, il donne un accord verbal aux Mavericks de Dallas pour signer un contrat de 80 millions de dollars sur quatre ans. Cette annonce déçoit son coéquipier J. J. Redick. Le 8 juillet, pour augmenter son pourcentage de réussite aux lancers-francs, le staff des Mavericks organise une séance de lancers-francs avec John Lucas à Houston. Le même jour, il contacte Doc Rivers pour lui faire part de ses doutes quant à sa signature à Dallas. L'entraîneur des Clippers, J. J. Redick, Blake Griffin, Chris Paul et Paul Pierce, par l'intermédiaire de Twitter décident alors de rejoindre Jordan à Houston pour le persuader de resigner aux Clippers. Du côté des Mavericks, c'est le propriétaire de l'équipe Mark Cuban et Chandler Parsons qui se déplacent à Houston pour retenir DeAndre. Finalement, Jordan change d'avis et reste aux Clippers en signant un contrat plus important que celui proposé par les Mavericks, 88 millions de dollars sur quatre ans.
Le 4 novembre 2015, avec 13 rebonds contre les Warriors de Golden State, Jordan est devenu le meilleur rebondeur de l'histoire de la franchise des Clippers, dépassant Elton Brand, terminant le match en captant son 4 711e rebonds en carrière. Le 30 novembre, il enregistre 18 points et 24 rebonds contre les Trail Blazers de Portland, mais il a également raté 22 lancers francs, égalant le record NBA de Wilt Chamberlain, établissant en même temps un record de franchise avec 34 tentatives aux lancers-francs. Durant le match, il fait l'objet de 36 fautes intentionnelles (hack-a-Jordan). Le 13 janvier, il est mis à l’écart pour le match contre le Heat de Miami en raison d’une pneumonie, mettant fin à la plus longue série de matchs disputés à 360 matchs de suite.

#### Saison 2016-2017: Statut de All-Star
Jordan aide les Clippers à enregistrer un bilan de 7-1 pour commencer la saison 2016-2017. Il joue son 600e match en carrière, le 9 novembre 2016, contre les Trail Blazers de Portland. Le 28 décembre, il bat son record de 25 rebonds dans une défaite contre les Pelicans de La Nouvelle-Orléans.  Le 26 janvier, il est nommé remplaçant de la Conférence Ouest pour le NBA All-Star Game 2017, marquant ainsi sa première sélection. Pendant les festivités du All-Star Weekend, il participe au Slam Dunk Contest, mais ne réussit pas à franchir le premier tour.

#### Dernière saison avec les Clippers
Lors de l’ouverture de la saison des Clippers, le 19 octobre 2017, Jordan obtient 14 points et 24 rebonds dans une victoire contre les Lakers de Los Angeles. Le 26 janvier 2018, dans une victoire contre les Grizzlies de Memphis, Jordan joue son 716e match en tant que joueur des Clippers, battant le record de Randy Smith. Le 14 février 2018, Jordan marque 30 points, son record en carrière, avec 13 rebonds et 4 interceptions dans une victoire contre les Celtics de Boston. Le 9 mars 2018, il cumule 20 points et 23 rebonds dans une victoire contre les Cavaliers de Cleveland.

### Mavericks de Dallas (2018-2019)
Le 1er juillet 2018, il signe un contrat de 24,1 millions de dollars sur un an chez les Mavericks de Dallas.Pour commencer la saison, Jordan réalise trois double-doubles consécutifs, devenant le premier joueur de Dallas depuis Popeye Jones en 1994 à commencer une saison de cette manière. Le 28 octobre, il enregistre 12 points, 19 rebonds et 9 passes décisives, son record en carrière, à une passe de réaliser un triple-double dans une défaite contre le Jazz de l'Utah. Le 7 novembre, il obtient 11 points et 12 rebonds dans une défaite contre le Jazz, captant ainsi au moins 10 rebonds pour son 11e match de suite, ce qui est un record de franchise. Il réalise encore trois performances sur le mois de décembre, avec 23 rebonds captés sur les différents matchs.

### Knicks de New York (2019)
Le 31 janvier 2019, il est transféré aux Knicks de New York avec Dennis Smith Jr., Wesley Matthews et deux futurs premiers tours de draft (2021 et 2023) contre Kristaps Porziņģis, Tim Hardaway Jr., Courtney Lee et Trey Burke. Il décide de terminer la saison 2018-2019 chez les Knicks.

### Nets de Brooklyn (2019-2021)
Le 1er juillet 2019, il s'engage du côté des Nets de Brooklyn pour une durée de quatre saisons. Au cours de la saison, il se déclare positif au COVID-19 et met un terme à sa saison, ne reprennant pas au sein de la "Bulle d'Orlando".

### Lakers de Los Angeles (2021-2022)
Début septembre 2021, DeAndre Jordan est transféré vers les Pistons de Détroit en échange de Sekou Doumbouya et de Jahlil Okafor.
Après avoir négocié un buy-out, il décide de signer un contrat avec les Lakers de Los Angeles. Son salaire aux Lakers est de 2,6 millions de dollars, le minimum prévu par la NBA. Il est coupé fin février 2022.

### 76ers de Philadelphie (mars 2022 - juillet 2022)
Début mars 2022, il signe jusqu'à la fin de saison avec les 76ers de Philadelphie.

### Nuggets de Denver (depuis juillet 2022)
Agent libre à l'été 2022, il signe avec les Nuggets de Denver.

## Palmarès

### En sélection nationale
- Médaille d'or aux Jeux olympiques de 2016.

### En club
- Champion NBA 2023 avec les Nuggets de Denver.
- Champion de la Conférence Ouest en 2023 avec les Nuggets de Denver
- 2 fois champion de la division Pacifique en 2013 et 2014 avec les Clippers de Los Angeles.

### Distinctions personnelles
- 1 sélection au NBA All Star Game en 2017.
- 1 fois dans la All-NBA First Team en 2016.
- 2 fois dans la All NBA Third Team en 2015 et 2017.
- 2 fois dans la NBA All-Defensive First Team en 2015 et 2016.
- 2 fois meilleur rebondeur de la ligue en 2014 et 2015.
- 5 fois joueur le plus adroit au tir en 2013, 2014, 2015, 2016, 2017.

### En université
- Big 12 All-Rookie Team en 2008.
- Third-Team Parade All-American en 2007.

## Statistiques

### Universitaires
Les statistiques de DeAndre Jordan en matchs universitaires sont les suivantes :
| Saison    | Équipe   | Matchs | Titul. | Min./m | % Tir | % 3pts | % LF | Rbds/m. | Pass/m. | Int/m. | Ctr/m. | Pts/m. |
| --------- | -------- | ------ | ------ | ------ | ----- | ------ | ---- | ------- | ------- | ------ | ------ | ------ |
| 2007-2008 | Texas    | 35     | 21     | 20,1   | 61,7  | 0,0    | 43,7 | 6,00    | 0,43    | 0,20   | 1,26   | 7,94   |
| Carrière  | Carrière | 35     | 21     | 20,1   | 61,7  | 0,0    | 43,7 | 6,00    | 0,43    | 0,20   | 1,26   | 7,94   |

### NBA

#### Saison régulière
| Leader de la ligue | Record NBA |

| Saison        | Équipe        | Matchs | Titul. | Min./m | % Tir | % 3pts | % LF | Rbds/m. | Pass/m. | Int/m. | Ctr/m. | Pts/m. |
| ------------- | ------------- | ------ | ------ | ------ | ----- | ------ | ---- | ------- | ------- | ------ | ------ | ------ |
| 2008-2009     | L.A. Clippers | 53     | 13     | 14,6   | 63,3  | -      | 38,5 | 4,47    | 0,21    | 0,21   | 1,11   | 4,30   |
| 2009-2010     | L.A. Clippers | 70     | 12     | 16,2   | 60,5  | 0,0    | 37,5 | 5,03    | 0,30    | 0,23   | 0,89   | 4,80   |
| 2010-2011     | L.A. Clippers | 80     | 66     | 25,6   | 68,6  | 0,0    | 45,2 | 7,19    | 0,53    | 0,51   | 1,77   | 7,08   |
| 2011-2012     | L.A. Clippers | 66     | 66     | 27,2   | 63,2  | 0,0    | 52,5 | 8,27    | 0,26    | 0,45   | 2,05   | 7,36   |
| 2012-2013     | L.A. Clippers | 82     | 82     | 24,5   | 64,3  | -      | 38,6 | 7,24    | 0,34    | 0,59   | 1,37   | 8,83   |
| 2013-2014     | L.A. Clippers | 82     | 82     | 35,0   | 67,6  | -      | 42,8 | 13,59   | 0,90    | 0,98   | 2,48   | 10,44  |
| 2014-2015     | L.A. Clippers | 82     | 82     | 34,4   | 71,0  | 25,0   | 39,7 | 14,95   | 0,74    | 0,99   | 2,23   | 11,54  |
| 2015-2016     | L.A. Clippers | 77     | 77     | 33,7   | 70,3  | 0,0    | 43,0 | 13,75   | 1,17    | 0,66   | 2,30   | 12,73  |
| 2016-2017     | L.A. Clippers | 81     | 81     | 31,7   | 71,4  | 0,0    | 48,2 | 13,75   | 1,19    | 0,63   | 1,65   | 12,70  |
| 2017-2018     | L.A. Clippers | 77     | 77     | 31,5   | 64,5  | -      | 58,0 | 15,21   | 1,52    | 0,51   | 0,92   | 12,04  |
| 2018-2019     | Dallas        | 50     | 50     | 31,1   | 64,4  | -      | 68,2 | 13,70   | 1,98    | 0,66   | 1,06   | 11,02  |
| 2018-2019     | New York      | 19     | 19     | 26,0   | 63,4  | -      | 77,3 | 11,37   | 3,00    | 0,47   | 1,05   | 10,89  |
| 2019-2020     | Brooklyn      | 56     | 6      | 22,0   | 66,6  | -      | 68,0 | 10,02   | 1,88    | 0,32   | 0,93   | 8,30   |
| 2020-2021     | Brooklyn      | 57     | 43     | 21,9   | 76,3  | 0,0    | 50,0 | 7,49    | 1,63    | 0,30   | 1,14   | 7,47   |
| 2021-2022     | L.A. Lakers   | 32     | 19     | 12,8   | 67,4  | -      | 46,2 | 5,40    | 0,40    | 0,30   | 0,80   | 4,10   |
| 2021-2022     | Philadelphie  | 16     | 1      | 13,4   | 59,3  | -      | 71,4 | 5,80    | 0,50    | 0,10   | 0,60   | 4,60   |
| Carrière      | Carrière      | 980    | 776    | 26,7   | 67,3  | 8,3    | 47,5 | 10,30   | 1,00    | 0,50   | 1,50   | 9,10   |
| All-Star Game | All-Star Game | 1      | 0      | 12,5   | 60,0  | -      | -    | 3,00    | 2,00    | 0,00   | 0,00   | 6,00   |

#### Playoffs
| Saison   | Équipe        | Matchs | Titul. | Min./m | % Tir | % 3pts | % LF | Rbds/m. | Pass/m. | Int/m. | Ctr/m. | Pts/m. |
| -------- | ------------- | ------ | ------ | ------ | ----- | ------ | ---- | ------- | ------- | ------ | ------ | ------ |
| 2012     | L.A. Clippers | 11     | 11     | 22,7   | 52,5  | -      | 33,3 | 5,27    | 0,36    | 0,64   | 1,64   | 4,55   |
| 2013     | L.A. Clippers | 6      | 6      | 24,1   | 45,5  | -      | 22,2 | 6,33    | 0,17    | 0,17   | 1,67   | 3,67   |
| 2014     | L.A. Clippers | 13     | 13     | 34,0   | 73,0  | -      | 43,4 | 12,54   | 0,77    | 0,92   | 2,54   | 9,62   |
| 2015     | L.A. Clippers | 14     | 14     | 34,5   | 71,6  | -      | 42,7 | 13,36   | 1,14    | 1,14   | 2,36   | 13,07  |
| 2016     | L.A. Clippers | 6      | 6      | 33,0   | 63,2  | -      | 37,3 | 16,33   | 1,83    | 1,17   | 2,67   | 11,67  |
| 2017     | L.A. Clippers | 7      | 7      | 37,8   | 70,5  | 0,0    | 39,3 | 14,43   | 0,71    | 0,43   | 0,86   | 15,43  |
| 2022     | Philadelphie  | 3      | 2      | 10,2   | 100,0 | -      | -    | 2,30    | 0,30    | 0,00   | 0,70   | 3,30   |
| Carrière | Carrière      | 60     | 59     | 30,2   | 66,8  | 0,0    | 40,4 | 10,90   | 0,80    | 0,80   | 2,00   | 9,50   |

## Records sur une rencontre en NBA
Les records personnels de DeAndre Jordan en NBA sont les suivants, :
| Type de statistique        | Saison régulière | Saison régulière          | Saison régulière | Playoffs | Playoffs                    | Playoffs      |
| Type de statistique        | Record           | Adversaire                | Date             | Record   | Adversaire                  | Date          |
| -------------------------- | ---------------- | ------------------------- | ---------------- | -------- | --------------------------- | ------------- |
| Points                     | 30               | @ Celtics de Boston       | 14 février 2018  | 26       | Rockets de Houston          | 10 mai 2015   |
| Paniers marqués            | 12               | 3 fois                    | 3 fois           | 9        | 2 fois                      | 2 fois        |
| Paniers tentés             | 15               | 3 fois                    | 3 fois           | 12       | Jazz de l'Utah              | 30 avril 2017 |
| Paniers à 3 points réussis | 1                | @ Mavericks de Dallas     | 13 mars 2015     | -        | -                           | -             |
| Paniers à 3 points tentés  | 1                | 12 fois                   | 12 fois          | 1        | @ Jazz de l'Utah            | 23 avril 2017 |
| Lancers francs réussis     | 12               | 5 fois                    | 5 fois           | 14       | Rockets de Houston          | 10 mai 2015   |
| Lancers francs tentés      | 34               | Trail Blazers de Portland | 30 novembre 2015 | 34       | Rockets de Houston          | 10 mai 2015   |
| Rebonds offensifs          | 12               | Timberwolves du Minnesota | 6 décembre 2017  | 8        | @ Trail Blazers de Portland | 29 avril 2016 |
| Rebonds défensifs          | 20               | 2 fois                    | 2 fois           | 17       | @ Warriors de Golden State  | 1er mai 2014  |
| Rebonds totaux             | 27               | @ Mavericks de Dallas     | 9 février 2015   | 22       | @ Warriors de Golden State  | 24 avril 2014 |
| Passes décisives           | 9                | 2 fois                    | 2 fois           | 5        | 2 fois                      | 2 fois        |
| Interceptions              | 5                | Trail Blazers de Portland | 8 novembre 2014  | 4        | 2 fois                      | 2 fois        |
| Contres                    | 9                | @ Kings de Sacramento     | 29 novembre 2013 | 5        | 3 fois                      | 3 fois        |
| Balles perdues             | 9                | Grizzlies de Memphis      | 31 octobre 2012  | 7        | 2 fois                      | 2 fois        |
| Minutes jouées             | 45               | Trail Blazers de Portland | 4 mars 2015      | 45       | Warriors de Golden State    | 19 avril 2014 |

- Double-double : 355 (dont 24 en playoffs)
- Triple-double : 0

Dernière mise à jour : 2 avril 2025

## Salaires
| Année       | Équipe      | Salaire       |
| ----------- | ----------- | ------------- |
| 2008-2009   | Clippers    | 550 000 $     |
| 2009-2010   | Clippers    | 736 420 $     |
| 2010-2011   | Clippers    | 854 389 $     |
| 2011-2012   | Clippers    | 10 079 404 $  |
| 2012-2013   | Clippers    | 10 532 977 $  |
| 2013-2014   | Clippers    | 10 986 550 $  |
| 2014-2015*  | Clippers    | 11 440 124 $  |
| 2015-2016   | Clippers    | 19 500 000 $  |
| 2016-2017   | Clippers    | 21 165 675 $  |
| 2017-2018   | Clippers    | 22 642 350 $  |
| 2018-2019   | Knicks      | 22 897 200 $  |
| 2019-2020   | Nets        | 9 881 598 $   |
| 2020-2021   | Nets        | 10 375 678 $  |
| 2021-2022   | Pistons     | 7 827 907 $   |
| 2021-2022   | Lakers      | 2 641 691 $   |
| 2021-2022   | 76ers       | 592 103 $     |
| 2022-2023   | Nuggets     | 1 836 090 $   |
| 2023-2024   | Nuggets     | 2 019 706 $   |
| Total Gains | Total Gains | 174 435 395 $ |

Note : * Pour la saison 2014-2015, le salaire moyen d'un joueur évoluant en NBA est de 4 500 000 $.

## Télévision et cinéma
Il fait une apparition dans la série américaine Modern Family où il joue son propre rôle.

## Pour approfondir